# METAFONT
METAFONT é uma linguagem de programação para preparar fontes tipográficas para impressão. Foi criado por Donald Knuth.